# 格魯什基 (沃洛達爾西克-沃林西基區)
50°29′34″N 28°27′18″E / 50.49278°N 28.45500°E
格魯什基（烏克蘭語：Грушки），是烏克蘭北部的村莊，隸屬日托米爾州的日托米爾區。該村始建於1795年，面積18平方公里，2001年人口414，人口密度每平方公里23人。